# Сконе (полуостров)
Сконе (на шведски: Skåne) е полуостров в крайната южна част на Скандинавския полуостров, част от територията на Швеция. На изток и юг бреговете му се мият от водите на Балтийско море, на запад от водите на протока Йоресун, а за северна граница условно се приема 56°с.ш. Има почти квадратна форма с дължина от запад на изток около 80 km и ширина от север на юг до 70 km. Бреговете му са предимно скалисти, сравнително ниски и слабо разчленени. Релефът му е равнинен, изграден предимно от моренни наслаги, залягащи върху варовици и други скали от горната креда. Отделни ниски ридове са съставени от гранити е гнайси и достигат до 226 m н.в. В голямата си част равнинните участъци са заети от обработваеми земи, а ниските ридове са покрити с дъбови и букови гори и мочурища. В западната му част на брега на протока Йоресун е разположен град Малмьо.
Най-старият човешки скелет, открит в Скандинавия, е женски скелет, открит в Бекаскуг в Сконе. Около 3000 г. пр.н.е. ловците и берачите на плодове започват да водят уседнал живот и преминават към селско стопанство. Край Алвастра, близо до Ветерн, са открити останки от малко селище на земеделци и пастири, съществувало около 3500 г. пр.н.е. – 2000 г. пр.н.е.
През средните векове полуостровът е принадлежал на Дания и благодарение на сравнително мекия климат и плодородните почви е бил най-развитата земеделска област на Скандинавия. Тук, в град Лунд, след създаването през 1104 г. на Лундското епископство се намирал църковно-административния център на Скандинавия. През средата на 14-ти век ролуостровът е обект на ожесточена борба между Дания, Швеция и ханзейския съюз. По Роскилския мирен договор от 1658 г. прекратил датско-шведската война от 1657-58 г., окончателно е присъединен към Швеция и опитите на Дания в т.нар. Сконска война (1675-79 г.) завършили безрезултатно.